# إدواردو دا سيلفا
إدواردو ألفيس دا سيلفا ، من مواليد 25 فبراير 1983 في ريو دي جانيرو في البرازيل ، حاصل على الجنسية الكرواتية وكان يلعب سابقاً كمهاجم في نادي آرسنال الإنجليزي ومع منتخب كرواتيا لكرة القدم.

## روابط خارجية
- إدواردو دا سيلفا على موقع الاتحاد الدولي (مؤرشف)  (الإنجليزية)
- إدواردو دا سيلفا على موقع الاتحاد الأوربي (الإنجليزية)
- إدواردو دا سيلفا على موقع اتحاد كرواتيا (الكرواتية)
- إدواردو دا سيلفا على موقع اتحاد أوكرانيا (الإنجليزية)
- إدواردو دا سيلفا على موقع قاعدة بيانات كرة القدم.إي يو (الإنجليزية)
- إدواردو دا سيلفا على موقع ليكيب (الفرنسية)
- إدواردو دا سيلفا على موقع ناشيونال فوتبول تيمز (الإنجليزية)
- إدواردو دا سيلفا على موقع Soccerbase.com (لاعب) (الإنجليزية)
- إدواردو دا سيلفا على موقع Soccerway.com (الإنجليزية)
- إدواردو دا سيلفا على موقع عالم كرة القدم.نت (الإنجليزية)